# Ischnotoma peracuta
Ischnotoma peracuta är en tvåvingeart som beskrevs av Alexander 1971. Ischnotoma peracuta ingår i släktet Ischnotoma och familjen storharkrankar. Inga underarter finns listade i Catalogue of Life.